# Dechberoucí Zázrak
Dechberoucí Zázrak byl český komiks, vydávaný společností Czech News Center, a.s. v edici Blesk Komiks. Jeho autory jsou Petr Macek (scénář) a Petr Kopl (kresba). Mezi lety 2015 až 2017 vycházel jednou měsíčně. 
Jednalo se o první český, samostatný, sešitově vydávaný superhrdinský komiks na pokračování. Jeho hrdinou byl mladý student David Daneš, který po nehodě načerpal magickou energii tajemného golema, s jejíž pomocí coby titulní Zázrak bojoval proti zlu. Děj komiksu i jeho kresba přiznaně odkazoval k tzv. Stříbrné éře amerického komiksového mainstreamu, jíž tím vzdával hold. Všechny příběhy se však odehrávaly v současnosti a v Česku, a čerpaly z českých legend a pověstí. V ději se tak objevovaly postavy jako Bílá paní, doktor Faust, magistr Kelly, císař Rudolf II., Krysař, vodníci či Pérák. 
První uzavřená série komiksu má 13 čísel a vycházela od prosince 2015 do prosince 2016. V roce 2017 vyšla druhá série s dalšími 12 čísly. Další příhody pod názvem Zázrak a Pružina vycházely v roce 2022 na pokračování v časopise ABC, v roce 2023 vyšly ve stejnojmenném souborném vydání.  
V listopadu 2020 vyšlo prvních 13 čísel v souborném vydání pod názvem Dechberoucí Zázrak: Kompletní první sezóna, v roce 2022 bylo vydáno dalších 12 sešitů v knize Dechberoucí Zázrak: Kompletní druhá sezóna.  
OfIciální přidruženou sérií komiksu Dechberoucí Zázrak je samostatný komiks o Pérákovi, který vychází od května 2018 na pokračování v časopise ABC. Zatím vznikly dva cykly - Pérák: Oko budoucnosti a Pérák a Jantarová komnata. S dějem Dechberoucího Zázraka jej propojují některé vedlejší postavy a události. 